# Логинова, Альбина Николаевна
Альбина Николаевна Логинова (род. 7 августа 1983 года) — Заслуженный мастер спорта России по стрельбе из лука.

## Карьера
Родилась 7 августа 1983 года в Сарове (Нижегородская область).
В детстве  занималась пулевой стрельбой из пистолета. В 18 лет переехала в Москву чтобы поступить в Российский государственный университет физической культуры РГУФК. Всегда мечтала подержать в руках лук. В университете такая возможность представилась. Сначала стреляла из классического лука, через полгода с подачи тренера перешла на блочный. Сейчас по-прежнему тренируется в тире РГУФКа, хотя диплом уже давно защитила. Тренеры – Валерий Лысенко и Татьяна Байдыченко.
Многократный чемпион мира, Европы, России. Многократный призёр чемпионатов мира, Европы, России. 